# Миядзаки (город)
Миядзаки (宮崎市, Миядзаки-си, яп. [mijaꜜzaki]) — город в Японии, расположенный на юго-восточном побережье острова Кюсю. Миядзаки основан 1 апреля 1924 года. Город является популярным курортом для японских туристов и местом для шоппинга для жителей небольших городов префектуры. В число достопримечательностей входят: центр мероприятий SeaGaia, зоопарк Феникса, пляжный парк Аосима, а также множество крупных отелей и онсэнов. 

## Основные сведения
- Площадь: 643,67 км²[1].
- Население: 397 476 человек (по данным на 1 октября 2023 года)[2].
- Плотность населения: 618 чел./км².

## География
Миядзаки расположен на южном побережье острова Кюсю в устье реки Оёдо. Город пересекают несколько рек, включая Мияказакигаву и Хииросигаву, что создаёт уникальные ландшафты с сочетанием морских и горных видов.

## Символика
Официальными символами города являются:
- Цветы: ирис мечевидный и камелия,
- Дерево: камфорное дерево[6].

## Достопримечательности
Город предлагает множество туристических объектов, сочетающих природные красоты, историю и современную инфраструктуру:
1. Центр SeaGaia  Крупный развлекательный комплекс с одним из крупнейших в Японии крытым аквапарком «Ocean Dome»[6].
2. Зоопарк Феникса  Известен вольерами с редкими животными, включая японских макак и белых тигров.
3. Парк Аосима  Остров-заповедник, соединённый с материком мостом. Знаменит уникальными волнообразными скалами «Дьявольская стиральная доска» (Oni no Sentakuita) и синтоистским святилищем Аосима-дзиндзя.
4. Citizen’s Forest  Парк с «Прудом очищения» (Мисоги-ике), который, согласно синтоистской мифологии, связан с рождением богини солнца Аматэрасу.
5. Курганы Икимэн  Археологический комплекс периода Кофун (III–VI вв.), включающий музей Икимэ-но-мори Юкокан с экспозицией о древних ритуалах.
6. Пляжи для сёрфинга  Популярные локации: Кисакихама, Аосима и Сирахама. Ежегодно здесь проводятся соревнования по сёрфингу.
7. Флоранте Миядзаки  Ботанический сад с сезонными цветочными шоу и зимней иллюминацией, привлекающей более 500 тыс. посетителей в год.

## Породнённые города
Город Миядзаки породнён с пятью городами::
- Вирджиния-Бич, США;
- Уокиган, США;
- Хулудао, Китай;
- Касихара, Япония;
- Поын, Южная Корея.